# Giardino inglese (Palermo)
Il parco Piersanti Mattarella, ex Giardino Inglese, è un parco pubblico di Palermo progettato nel 1851 dall'architetto Giovan Battista Filippo Basile.

## Storia
Il giardino venne progettato da Giovan Battista Filippo Basile nel 1851 seguendo uno schema molto in voga nell'Ottocento, ovvero non creare uno spazio misurato e geometrico (il cosiddetto giardino all'italiana) ma seguire le forme e le irregolarità naturali del terreno dandogli un'aria più naturale creando appunto un giardino all'inglese (da qui il nome "giardino inglese").
Per rendere l'atmosfera ancora più suggestiva e più esotica, secondo il gusto del periodo, furono inserite piante provenienti da tutto il mondo, scelte in collaborazione con il botanico palermitano Vincenzo Tineo (1791 – 1856), all'epoca Direttore dell'Orto botanico di Palermo.

## Struttura
Il giardino comprende due parti, separate dal viale della Libertà: il bosco e il parterre.

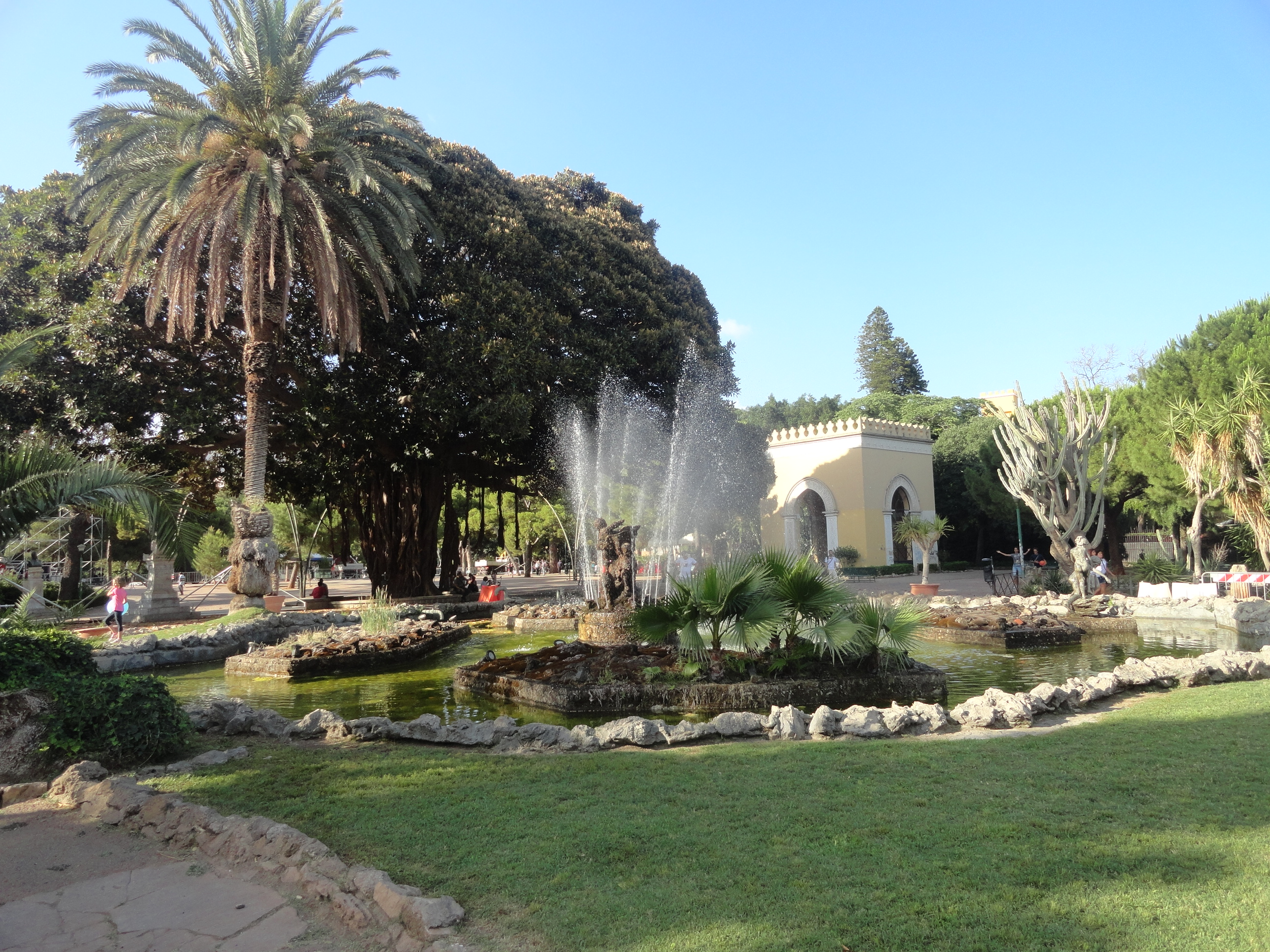
Un angolo del Bosco

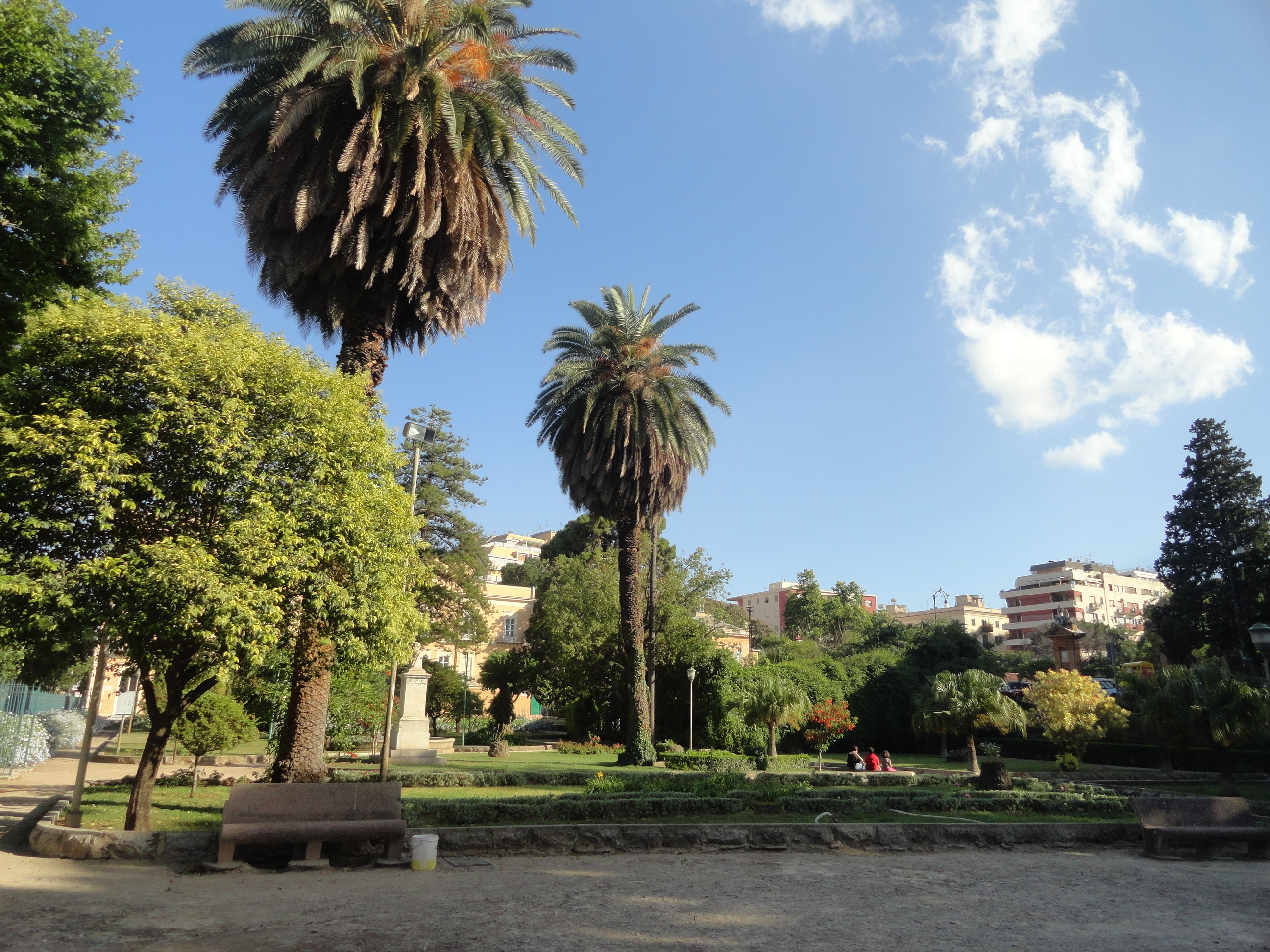
Il Parterre

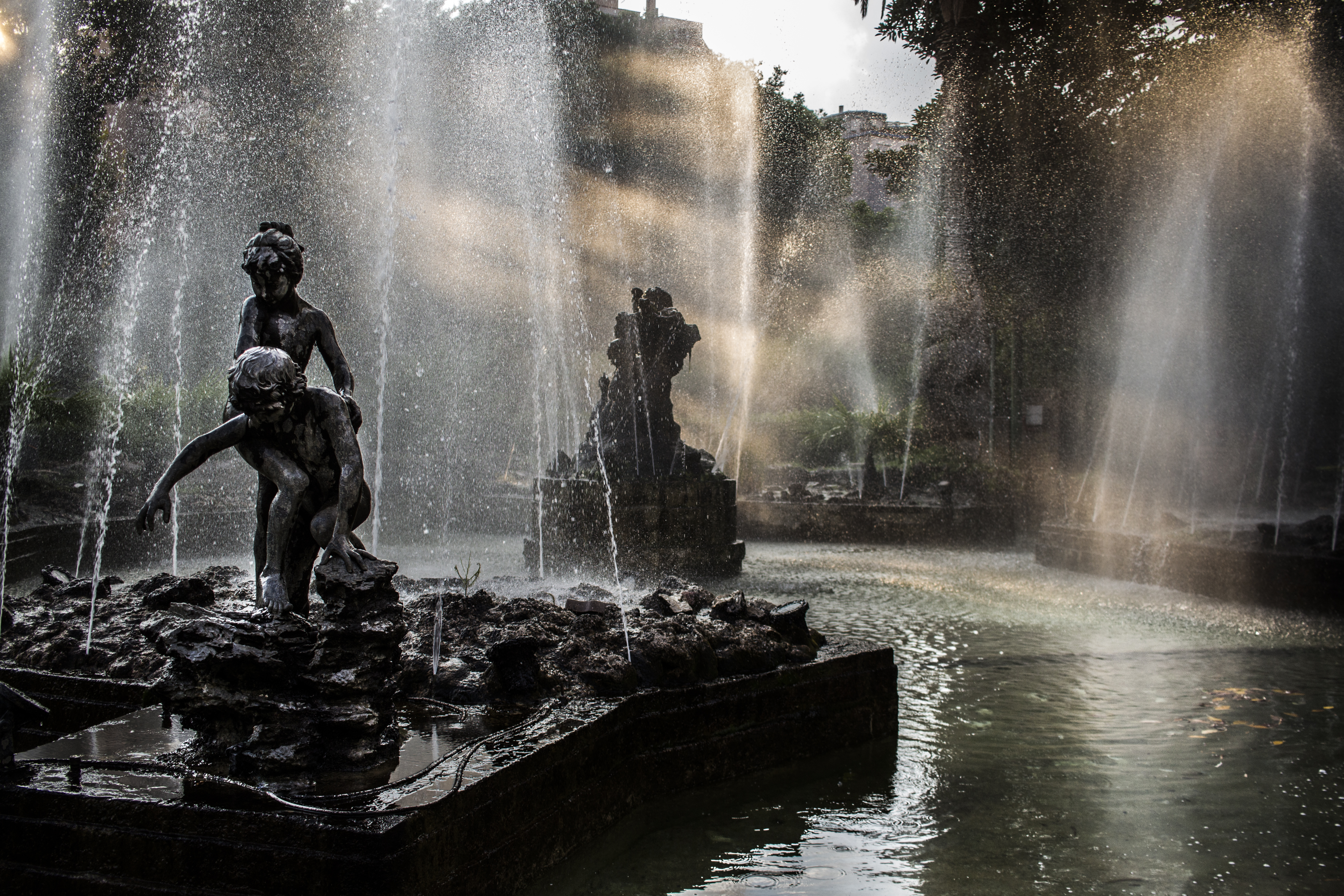
Fontana

Il bosco, progettato da Basile rispettando le asperità del terreno, è un alternarsi di collinette e piccole valli, attraversato un tempo da sentieri curvilinei in terra battuta e oggi ricoperti dall'asfalto, tra i quali è possibile imbattersi in un tempietto progettato da Ernesto Basile ispirandosi all'architettura normanna e una serra in vetro e ferro battuto (in stato di abbandono, e occasionalmente vittima di vandalismo). Troviamo inoltre numerose sculture sparse per il giardino tra le quali quella di Benedetto Civiletti raffigurante il Kanaris a Scio.
Nel parterre sorge quella che anticamente era denominata "Villa Garibaldi" (da non confondere con il Giardino Garibaldi in Piazza Marina), area verde oggi dedicata alla memoria dei giudici Falcone e Morvillo, dove troviamo il monumento equestre a Giuseppe Garibaldi, inaugurato nel 1891 in occasione dell'Esposizione nazionale che si tenne in quell'anno a Palermo; scolpito da Vincenzo Ragusa, il monumento è arricchito da due rilievi (Lo sbarco a Marsala e La battaglia al ponte dell'Ammiraglio) e dal Leone di Caprera realizzati da Mario Rutelli.

Accanto al monumento ai caduti a Cefalonia è stato eretto un cippo in memoria di Pompeo Colajanni (1906 - 1987) in cui è inciso:
Nel giardino inglese si trovano opere di Ernesto Basile, Benedetto Civiletti, Vincenzo Ragusa e Mario Rutelli. Purtroppo da 19 anni l'impianto d'illuminazione è fuori uso quindi il giardino è stato più volte vittima di atti di vandalismo

## Specie presenti
Il giardino ospita numerose piante esotiche, in gran parte provenienti dall'Orto botanico di Palermo, tra cui diversi grandi esemplari di Ficus macrophylla, alcuni vetusti esemplari di Cycas revoluta, piccoli boschetti di albero del drago (Dracaena draco), fioriture odorose di Dermatophyllum secundiflorum e Jacaranda mimosifolia, boschetti di bambù (Bambusa vulgaris), l'albero della fiamma australiano (Brachychiton acerifolius) e il baniano sacro (Ficus benghalensis).